# Jemeni labdarúgó-szövetség
A jemeni labdarúgó-szövetség (Arabul: الاتحاد اليمني لكرة القدم; magyar átírásban: Ittihád al-Jemeni li-Kurat al-Kadam) Jemen nemzeti labdarúgó-szövetsége. 1962-ben alapították. A szövetség szervezi a Jemeni labdarúgó-bajnokságot valamint a Jemeni kupát. Működteti a Jemeni labdarúgó-válogatottat valamint a Jemeni női labdarúgó-válogatottat. Székhelye Szanaaban található.